# Caganer
Een caganer (Catalaans voor 'kakker', uitgesproken als [kəɣə'ne]) is een beeldje dat een gehurkt mannetje met omlaaggetrokken broek voorstelt dat zijn behoefte zit te doen. Ook de vrouwelijke variant (caganera) komt voor. De beeldjes worden in Catalonië en aangrenzende gebieden (onder meer Andorra en Valencia) gebruikt in kersttaferelen van de geboorte van Jezus, net zoals de drie wijzen uit het oosten en andere figuren daar traditioneel deel van uitmaken.

## Geschiedenis
Het traditionele uiterlijk van een caganer is dat van een gehurkt mannetje met ontblote billen, boerenkleding en een rode muts (barretina), die soms een pijp of sigaret rookt of de krant zit te lezen, of een stuk papier vasthoudt waarmee hij zijn achterwerk kan afvegen. Het Diccionari de la llengua catalana (woordenboek van de Catalaanse taal) definieert 'caganer' als een figura popular del pessebre nadalenc en actitud de fer de cos ('populair figuurtje uit de kerststal dat zijn behoefte doet'). Tegenwoordig stellen de figuurtjes ook vaak beroemdheden of bekende personen voor, zoals politici, voetballers of de paus. In de Noordoost-Catalaanse stad Girona bevindt zich een in 1992 opgericht familiebedrijf dat zulke poppetjes in jaarlijks tientallen nieuwe uitvoeringen fabriceert en exporteert en dat zijn productie in tien jaar zag stijgen van rond de 400 tot 35.000 beeldjes per jaar, met een omzet van 180.000 euro. Daarmee had het bedrijf in 2013 naar eigen zeggen zo'n 80% van de markt voor keramische caganers in handen.
Het figuurtje werd waarschijnlijk eind zeventiende of begin achttiende eeuw in kerststalletjes geïntroduceerd, maar het kwam daarvoor al op Catalaans tegelwerk voor. Ook in negentiende-eeuwse Catalaanse en Spaanse boeken zijn illustraties van het mannetje te vinden. In de kathedraal van Ciudad Rodrigo in West-Spanje is op een houten koorbank zelfs een gebeeldhouwd poepend mannetje van rond 1500 te zien (een zogenaamde misericorde), maar dit op zichzelf staande houtsnijwerk maakt geen deel uit van een groter tafereel.
Er wordt wel vermoed dat de caganer in feite symbool staat voor overvloed of vruchtbaarheid en geluk, omdat zijn ontlasting als mest dienstdoet en daarmee een goede oogst in het vooruitzicht stelt.
Dezelfde soort figuurtjes worden ook gebruikt in kerststallen in Murcia in het zuidoosten van Spanje, Napels in Italië en in Portugal, waar zij respectievelijk cagones, cacone of pastore che caca ('poepend herdertje') en cagões worden genoemd.

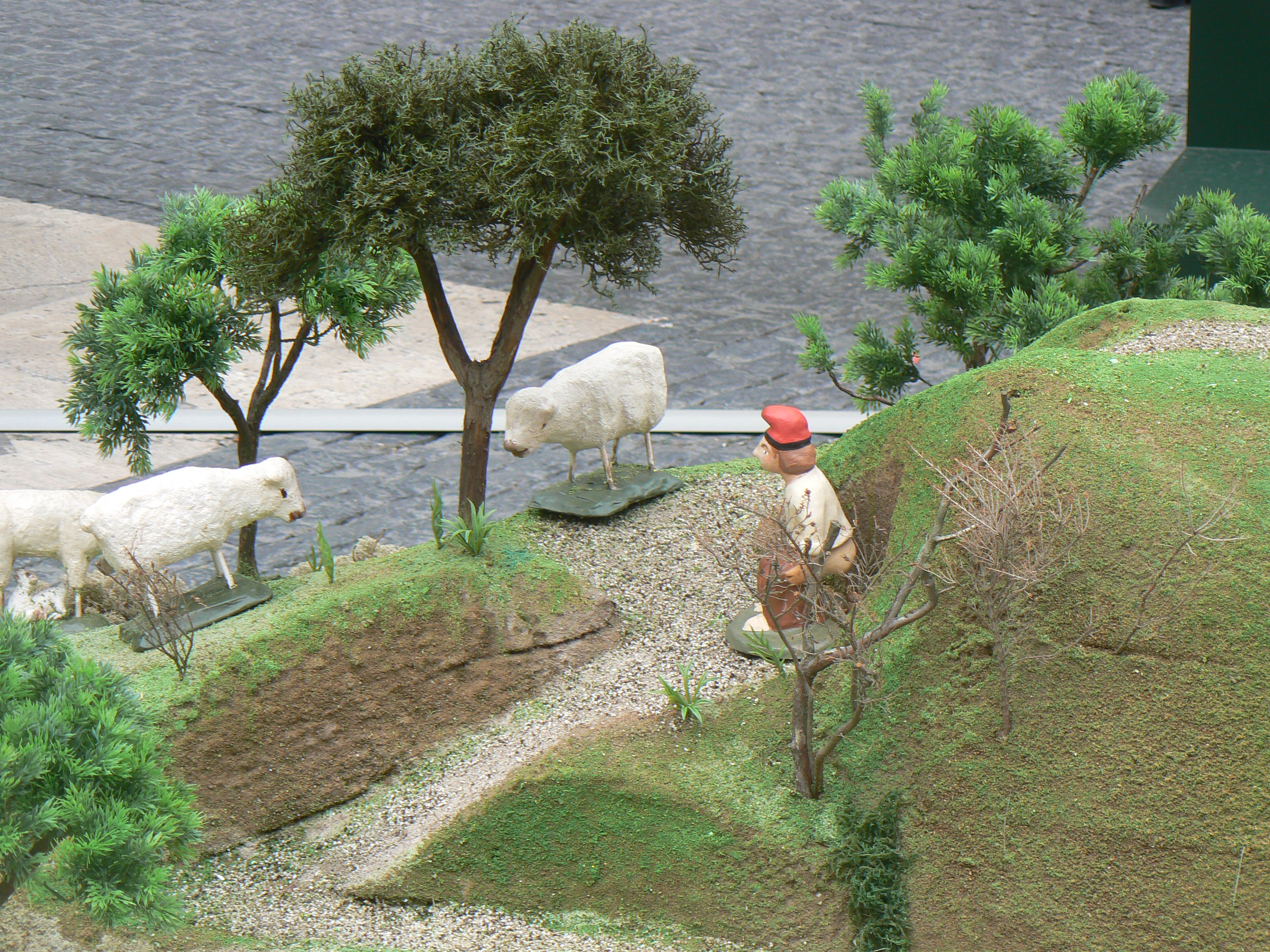
Een caganer in de grote, jaarlijkse kerststal op het Sant Jaume-plein in Barcelona (2010-2011)
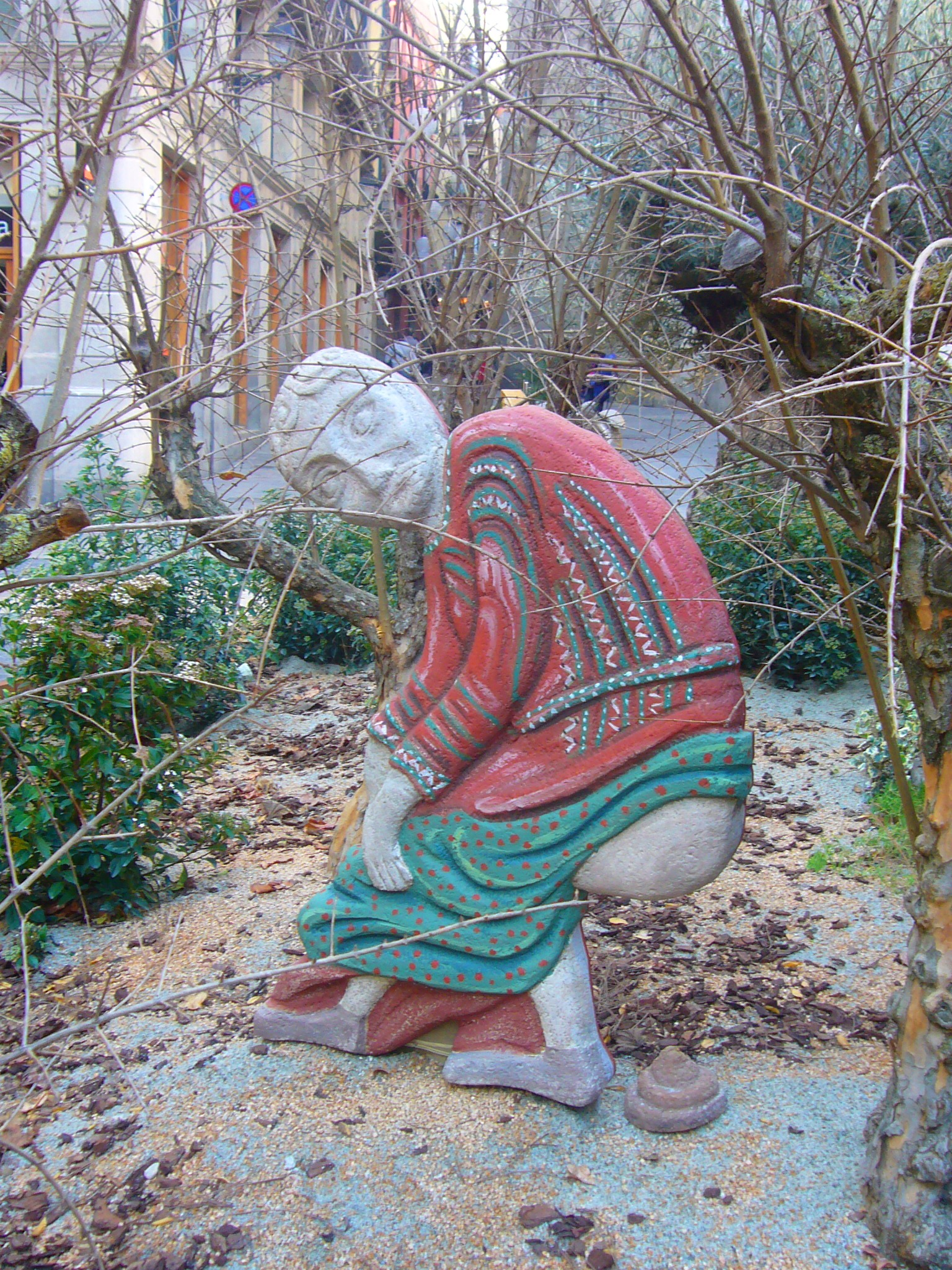
Een minder traditionele caganer op hetzelfde plein in december 2011